# Enza Fragola
Enza Fragola es una drag queen con bigote y una drag de sexfuck.

## Biografía
Su nombre de pila, Enza, es un apodo de la infancia. Su nombre, Fragola, proviene de las fresas de su jardín compartido
Ella se define como una drag queen con bigote y una drag sexfuck, es decir una que pretende posicionarse « junto a este espectro binario ». Ella crea algunos de sus disfraces y pelucas. Produce vídeos sobre el drag
Participó en el Dragathon en 2014. Creó Maison Chéri.e en 2016, una drag house que originalmente incluía a Cookie Kunty y Ryûq Qiddo En 2017, participó en Superball, una competición europea de drag queens.
En 2019, la Casa de la Moda le rindió homenaje.

## Compromiso político
Enza Fragola está en la iniciativa, con Emily Tante y Minima Gesté, del Sidragtion, una recaudación de fondos en las calles de París y otras ciudades de Francia para el Sidaction.
Organiza talleres de lectura drag, que son lecturas de cuentos para niños, por drag queens y drag kings. Visita bibliotecas como parte de la lucha contra la discriminación Estas lecturas, siguiendo la tradición de las Drag Story Hour, son « inclusivas »  y « deconstruidas del punto de vista del género »